# Csőgör Enikő
Csőgör Enikő (Nagysármás, 1937. október 8. –) erdélyi magyar tanár, tanfelügyelő, néprajzkutató. Tibád Levente felesége.

## Életpályája
Egyetemi tanulmányait a Bolyai Tudományegyetemen kezdte,  és 1961-ben végzett a kolozsvári Babeș–Bolyai Tudományegyetem magyar nyelv és irodalom szakán. 1958-ban politikai okok miatt kitették az egyetemről, ahova csak egy év múlva fogadták vissza. Erről a Boros Zoltán  készítette A hetek (2003) című dokumentumfilmben nyilatkozik több társával. 
1962 és 1976 között tanár volt a tordatúri általános iskolában. 1976-tól 1990-ig szaktanfelügyelő a Kolozs megyei tanfelügyelőségen. 
Közben 1984–1988 tanított a kolozsvári Ady-Șincai Líceumban. 1988-tól az 1996-os nyugdíjazásáig a kolozsvári Brassai Sámuel Elméleti Líceum magyartanára volt.

## Munkássága
Tanári és tanfelügyelői munkája mellett néprajzzal, valamint népi hiedelmek és családfa-kutatással foglalkozott. Tanulmányai, cikkei jelentek meg a Nyelv- és Irodalomtudományi Közlemények,  Tanügyi Újság, az Igazság, a Korunk, valamint a Pro Didactica hasábjain. Cikkeit néhol T. Csőgör Enikő néven közölte.
Tagja volt a magyar nyelv és irodalom romániai középiskolai tantervét kidolgozó munkaközösségnek. Versmondó versenyek, szakmai konferenciák és vitadélutánok szervezője.
A Kriza János Néprajzi Társaság tagja. 

### Könyve
- Tordatúr hiedelemvilága. A bevezetőt írta Pócs Éva. Kriterion Könyvkiadó. Bukarest, 1998

### Cikkei (válogatás)
- Tordatúr  változó  arca (Egri Lászlóval), Korunk, 1974/12. 1260–1266. o.
- Egy felmérés tanulságai (társszerzők: Máté Enikő, Sz. Tamás Júlia,Tonk Mária), Korunk, 1981/9, 665–668. o. Online hozzáférés

### Díjak, elismerések
- Kíváló oktató-nevelő, 1996
- Ezüstgyopár díj, RMPSZ, 1999

## Forrás
- Erdélyi magyar ki kicsoda. Nagyvárad: RMDSZ–BMC Kiadó. 2010.   165. o. ISBN 978-973-00725-6-3